# Ragnhild Lundén
Ragnhild Lundén, född 1945, är en svensk konstnär baserad i Göteborg.
Ragnhild Lundén har haft separatutställningar på museer och gallerier i Sverige, bland annat på Göteborgs Konstmuseum och Luleå Norrbottens Museum, i ABC Gallery i Osaka, Nationalmuseum i Jordanien, The Jordan National Gallery of Art i Amman, gallerier i Tyskland, Belgien, Schweiz, Kanada, Australien, U.A.E., i Danmark på bland andra Hernings Konsthögskola och Hernings Televisions utställningsutrymme.
Ragnhild Lundén är representerad i städer och kommuner i Danmark och Sverige, Leipziger Gewandthaus i Tyskland, Macquaire Sculpture Park i Sydney, Australien, the Jordan National Gallery i Jordanien, Svenska konsulatet i Melbourne, Sveriges ambassad i U.A.E. samt i privata samlingar bland annat Sheik Majeds konstsamling.
Ragnhild Lundén är tillsammans med Khalid Khreis initiativtagare och kurator för "Dance of Visions", ett kulturellt samarbetsprojekt mellan Europa och arabvärlden med den första utställningen i projektet på the Jordan National Gallery of Art och nummer två på Röda sten i Göteborg. Den tredje utställningen i detta projekt är under planering på IMA (Institut du monde arabe) i Paris i samarbete med Svenska institutet.